# Gordonija
Gordonija (lat. Gordonia) je biljni rod korisnog zimzelenog drveća i grmova iz porodice čajevki (Theaceae). Na popisu je dvadesetak vrsta u tropskoj Americi i jugoistoku SAD–a
Rod je opisan u Philos. Trans. 60: 518 (1770 publ. 1771)

## Vrste
1. Gordonia acutifolia (Wawra) H.Keng
2. Gordonia alpestris (Krug & Urb.) H.Keng
3. Gordonia angustifolia (Britton & Wils.) H.Keng
4. Gordonia barbinervis (Moric.) Walp.
5. Gordonia benitoensis (Britton & Wils.) H.Keng
6. Gordonia brenesii (Standl.) Q.Jiménez
7. Gordonia cristalensis (Borhidi & O.Muñiz) Greuter & R.Rankin
8. Gordonia curtyana (A.Rich.) H.Keng
9. Gordonia cymatoneura (Urb.) comb.ined.
10. Gordonia ekmanii (Schmidt) H.Keng
11. Gordonia fruticosa (Schrad.) H.Keng
12. Gordonia glabrata (Proctor) comb.ined.
13. Gordonia haematoxylon Sw.
14. Gordonia lasianthus L. ex Ellis
15. Gordonia moaensis (Vict.) H.Keng
16. Gordonia plicata (G.F.Moya, N.Miranda, Oleas & C.Ulloa) comb.ined.
17. Gordonia portoricensis (Krug & Urb.) H.Keng
18. Gordonia pubescens Cav.
19. Gordonia reticularis (Alain) comb.ined.
20. Gordonia robusta (Kobuski) H.Keng
21. Gordonia samuelssonii (O.C.Schmidt) H.Keng
22. Gordonia spathulata (Kobuski) H.Keng
23. Gordonia tomentosa (Mart.) Spreng.
24. Gordonia urbani (O.C.Schmidt) H.Keng
25. Gordonia villosa Macfad.
26. Gordonia wrightii (Griseb.) H.Keng